# Liquid Glass
Liquid Glass è la nuova shell e interfaccia grafica dei sistemi operativi di Apple dal 2025. Sostituisce l'interfaccia Aqua nei sistemi macOS e altre interfacce sui dispositivi mobili con iOS.

## Descrizione
Presentata il 9 giugno 2025 insieme ai nuovi sistemi operativi iOS/iPadOS/macOS 26, si presenta come un affinamento e assieme un'unione delle varie interfacce dei sistemi di Apple, dotate di nuovi effetti di trasparenza traslucida e di un rinnovato dinamismo di tutti gli elementi dell'interfaccia stessa.
Nello specifico Liquid Glass è il nuovo 'materiale' di cui sono composti gli elementi dell'interfaccia grafica.

### Requisiti
Liquid Glass è presente in iOS 26, iPadOS 26 e macOS Tahoe, watchOS 26 e tvOS 26 supportati da:
- iPhone 11 o successivi, iPhone SE 2ª gen. o successivo
- iPad Pro del 2018 o successivi, IPad Air 3° gen. o successivi, IPad 8° gen. o successivi, IPad mini 5° gen. o successiva
- MacBook Pro 13" del 2020 (con 4 porte Thunderbolt) o successivi / MacBook Pro 16" del 2019 o successivi, MacBook Air del 2020 o successivi, iMac del 2020 o successivi, Mac Mini del 2020 o successivi, Mac Pro del 2019 o successivi, Mac Studio del 2022 o successivi
- Tutti gli Apple Watch  che supportano watchOS 26
- Apple TV 4K di seconda generazione o successive